# Муслюмово (посёлок железнодорожной станции, Челябинская область)
Муслю́мово (тат. Мөслим) — посёлок железнодорожной станции в Кунашакском районе Челябинской области. Административный центр Муслюмовского сельского поселения. Согласно переписи 2020 года население составляло 2979 человек.

## География
Посёлок расположен на правом берегу реки Теча загрязнённой радиоактивными отходами предприятия «Маяк», рядом расположено озеро Шугуняк. Расстояние до районного центра Кунашака — 12 км.

## История

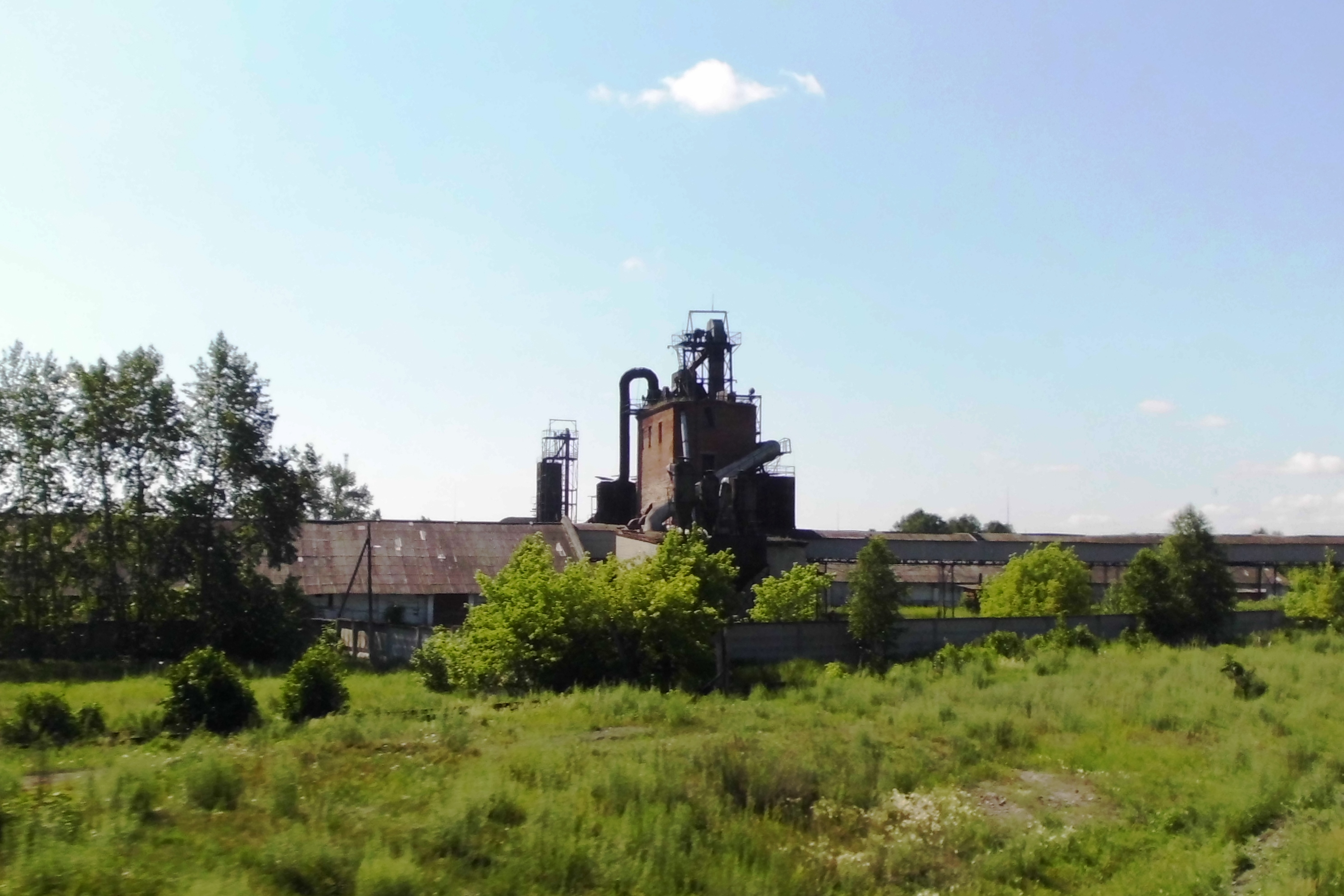
Заброшенный хлебоприёмный пункт в посёлке

Посёлок возник вокруг одноимённой железнодорожной станции, расположенной на железнодорожной линии Челябинск — Каменск-Уральский (до 1963 г. Синарская), построенной к 1940 г. Название как станции, так и посёлку дано по названию одноимённого села, располагавшегося рядом по обеим берегам реки Течи. С 2009 года в посёлок происходило отселение жителей этого села в связи с радиоактивным загрязнением реки, для чего на юго-восточной окраине посёлка (располагавшегося юго-западнее села) был построен так называемый «посёлок Новомуслюмово». В начале XXI века в окрестностях посёлка начали разрабатывать Теченское месторождение магнетитовых руд, обеспечение Сосновского рудника производится через железнодорожную станцию Муслюмово.
Также в посёлке расположено графитоперерабатывающее предприятие.

## Население
| 2002 | 2010  |
| ---- | ----- |
| 1722 | ↗2654 |

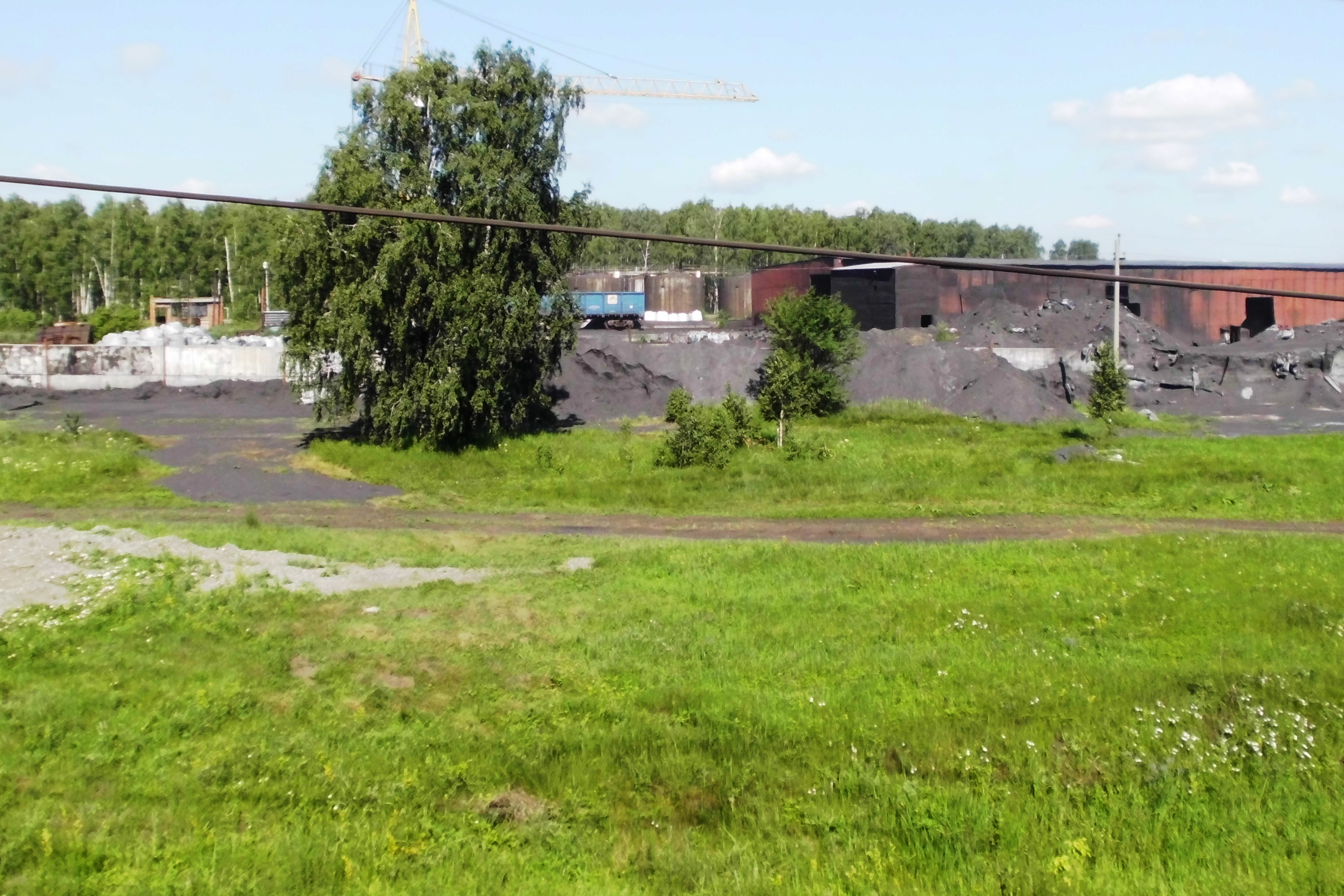
Пункт расфасовки и погрузки на железнодорожный состав графита возле железнодорожной станции Муслюмово на западной окраине посёлка

По данным Всероссийской переписи, в 2010 году численность населения посёлка составляла 2654 человек (1236 мужчин и 1418 женщин). Положительная динамика численности населения посёлка связана скорее всего с переселением жителей села и приездом работников разрабатываемого месторождения.
Эффективная доза облучения неэвакуированных до переселения жителей, проживавших в селе Муслюмово, составляла в среднем 280 миллизиверт.

## Улицы
Уличная сеть посёлка состоит из 39 улиц и 1 переулка.

## Транспорт

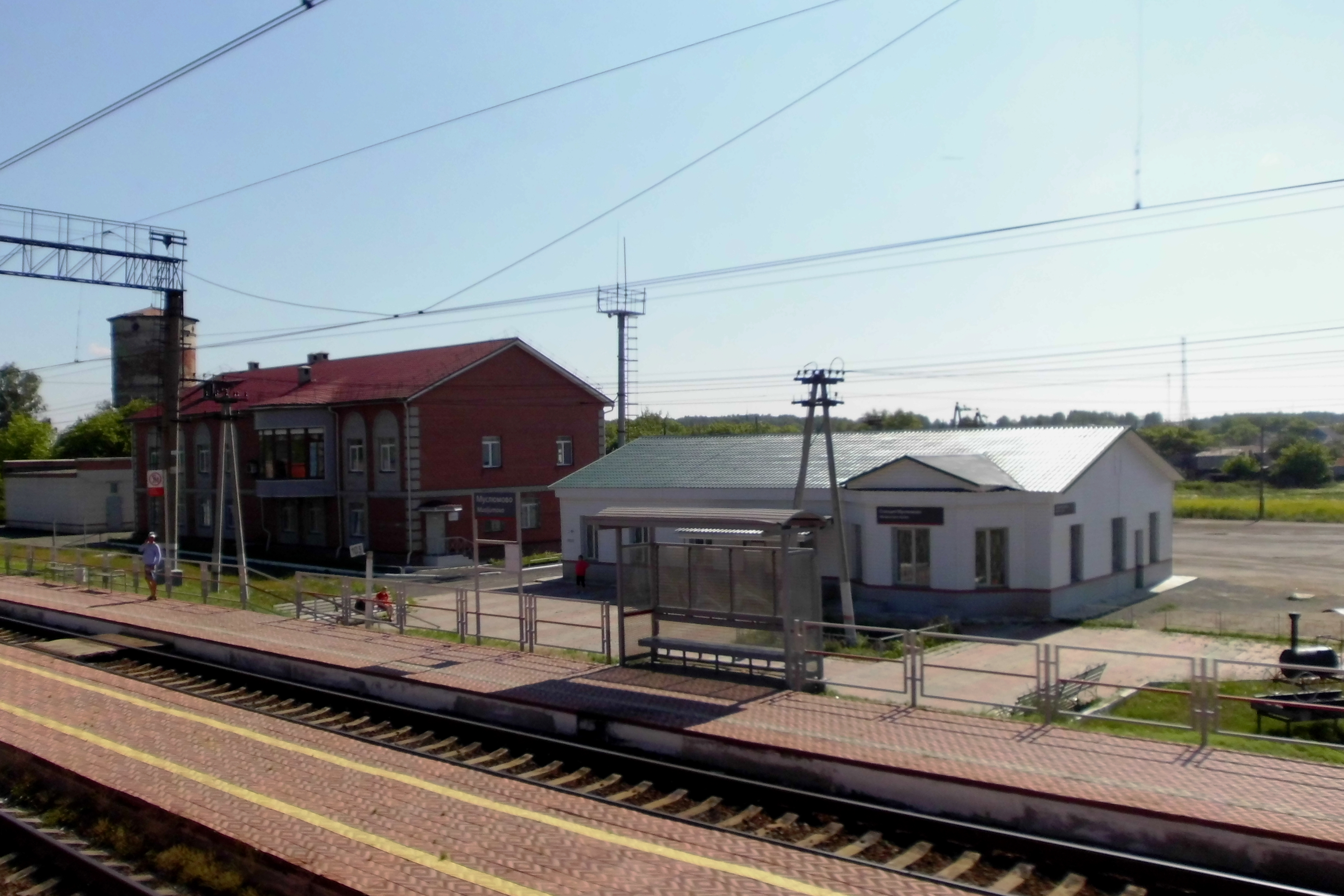
Служебное здание, зал ожидания и пассажирские платформы железнодорожной станции Муслюмово

В посёлке расположена одноимённая железнодорожная станция.
Посёлок сообщается посредством региональных автодорог с сёлами Кунашак (75К-147), Нугуманово (75К-462), деревней Султаново (75К-461), с автодорогами М5 «Урал» (её подъезд к Екатеринбургу) через посёлок Саккулово (75К-206), 75К-132 Миасское — Шадринск (75К-020).

## Религия
В посёлке есть мечеть.